# Pokinatcha
 (janvier 2022).
Si vous disposez d'ouvrages ou d'articles de référence ou si vous connaissez des sites web de qualité traitant du thème abordé ici, merci de compléter l'article en donnant les références utiles à sa vérifiabilité et en les liant à la section « Notes et références ».
Pokinatcha est le premier album du groupe punk rock MxPx sorti en 1994 sous le label Tooth & Nail Records

## Liste des titres
Toutes les chansons sont écrites et composées par Mike Herrera.
| 1.    | Anywhere But Here       | 3:25 |
| 2.    | Weak                    | 3:02 |
| 3.    | Want Ad                 | 1:23 |
| 4.    | Realize                 | 2:26 |
| 5.    | Think Twice             | 1:52 |
| 6.    | Unopposed               | 2:26 |
| 7.    | The Aspect              | 2:50 |
| 8.    | Ears to Hear            | 2:49 |
| 9.    | Bad Hair Day            | 1:52 |
| 10.   | Too Much Thinking       | 3:41 |
| 11.   | PxPx                    | 1:04 |
| 12.   | Time Brings Change      | 2:25 |
| 13.   | Jars of Clay            | 2:18 |
| 14.   | High Standards          | 2:21 |
| 15.   | Another Song About T.V. | 1:40 |
| 16.   | Twisted Words           | 2:16 |
| 17.   | Walking Bye             | 1:48 |
| 18.   | No Room                 | 2:01 |
| 19.   | Jay Jay's Song          | 1:55 |
| 20.   | One Way Window          | 2:00 |
| 21.   | Dead End                | 2:46 |
| 48:19 |                         |      |